# Saně na Zimních olympijských hrách 1988
Jízda na saních na Zimních olympijských hrách 1988 v Calgary.

## Medailové pořadí zemí
| Pořadí | Země                                 | Zlato | Stříbro | Bronz | Celkově |
| ------ | ------------------------------------ | ----- | ------- | ----- | ------- |
| 1.     | Německá demokratická republika (GDR) | 3     | 2       | 1     | 6       |
| 2.     | Západní Německo (FRG)                | 0     | 1       | 1     | 2       |
| 3.     | Sovětský svaz (URS)                  | 0     | 0       | 1     | 1       |
|        | Celkem                               | 3     | 3       | 3     | 9       |

## Medailisté

### Muži
| Disciplína  | Zlato                                                                  | Výkon    | Stříbro                                                              | Výkon    | Bronz                                                       | Výkon    |
| ----------- | ---------------------------------------------------------------------- | -------- | -------------------------------------------------------------------- | -------- | ----------------------------------------------------------- | -------- |
| jednotlivci | Jens Müller · Německá demokratická republika (GDR)                     | 3:05,548 | Georg Hackl · Západní Německo (FRG)                                  | 3:05,916 | Jurij Čarčenko · Sovětský svaz (URS)                        | 3:06,274 |
| dvojice     | Jörg Hoffmann a Jochen Pietzsch · Německá demokratická republika (GDR) | 1:31,940 | Stefan Krausse a Jan Behrendt · Německá demokratická republika (GDR) | 1:32,039 | Thomas Schwab a Wolfgang Staudinger · Západní Německo (FRG) | 1:32,274 |

### Ženy
| Disciplína    | Zlato                                                          | Výkon    | Stříbro                                                        | Výkon    | Bronz                                                     | Výkon    |
| ------------- | -------------------------------------------------------------- | -------- | -------------------------------------------------------------- | -------- | --------------------------------------------------------- | -------- |
| jednotlivkyně | Steffi Walter-Martinová · Německá demokratická republika (GDR) | 3:03,973 | Ute Oberhoffner-Weißová · Německá demokratická republika (GDR) | 3:04,105 | Cerstin Schmidtová · Německá demokratická republika (GDR) | 3:04,181 |